# O Homem do Povo
O Homem do Povo foi um semanário político, publicado por Oswald de Andrade e Patrícia Galvão entre março e abril de 1931.
1ª edição - sexta-feira, 27 de março de 1931
2ª edição - sábado, 28 de março de 1931
3ª edição - terça-feira, 31 de março de 1931
4ª edição - quinta-feira, 2 de abril de 1931
5ª edição - sábado, 4 de abril de 1931
6ª edição - terça-feira, 7 de abril de 1931
7ª edição - quinta-feira, 9 de abril de 1931
8ª edição - segunda-feira, 13 de abril de 1931

## Histórico
Marcado por efêmera existência foram publicados somente oito números de O Homem do Povo, entre os meses de março e abril de 1931. Criado poucos anos após a Revista de Antropofagia (1928-29), esse semanário tinha uma feição diferente da revista, era a manifestação das primeiras aproximações de Oswald com o ativismo e o marxismo, questão essa que aparecerá em sua produção ao longo dos anos de 1930-40. Por isso é que no mesmo momento da publicação do jornal ocorre sua filiação ao Partido Comunista Brasileiro, que se estenderá até o ano de 1945. A partir desse momento, deu-se início a uma incessante autoconstrução de sua imagem como intelectual militante, algo como uma reiterada “escrita de si mesmo”, no sentido da criação ou legitimação do seu papel e atuação como figura autorizada no que tange à sua participação política.

## Linha política
Já na primeira edição percebemos em letras garrafais o título O Homem de Povo ocupando um quarto da página. Logo a seguir, a indicação que o mesmo seria dirigido pelo homem do povo – impresso em letras minúsculas –, e a referência de que se tratava de uma publicação que abordaria os problemas da cidade, do país e do mundo. Essas características, por conseguinte, acompanharam todas as edições seguintes.
Em editorial assinado pelo próprio Oswald de Andrade, intitulado “Ordem e Progresso”, uma espécie de manifesto das razões de ser da publicação, podemos ler:
| “ | Não temos generais, nem profetas. Somos a opinião livre, mas bem informada. Sabemos nos colocar no espaço-tempo. Sabemos que existe uma corrente separatista que prefere a ocupação estrangeira à evolução do Brasil no estouro do mundo pela guerra e pela revolução social. Sabemos que nas fronteiras do sul existe um grande chefe capaz de criar uma aventura de caráter romântico popular. Sabemos que o partido comunista, auxiliado pelos fatos, prepara as massas das oficinas e dos campos (...). Sabemos que há místicos estômagos vazios no nordeste, cavadores ao sul, indiferentes a oeste, canhões imperialistas no nosso mar. Sabemos que existe uma ala canhota no mundo e aqui. Nesta se encartam os que acreditam ser da esquerda, [mas] não passam de direitistas confusos. Entre uns e outros nos colocamos com uma imensa e clara simpatia pelas reivindicações da nossa gente explorada. Nosso programa é simples – basta entrarmos na nossa bandeira. Dar vida, força e sentido a um lema que até ontem parecia vazio e irônico – ORDEM E PROGRESSO. Milagre das idéias subversivas! Queremos a revolução social como etapa da harmonia planetária que nos promete a era da máquina. | ” |

Em artigo intitulado “O nosso programa”, também publicado no primeiro número do impresso, Hélio Negro  faz eco aos posicionamentos de Oswald de Andrade. Segundo o artigo,
| “ | “as velhas formas de produção e consumo estão ameaçadas em todo mundo, assim como as velhas formas de autoridade (...). A produção de escravos, servos e proletários precisa completar a sua evolução até a produção dos associados (...) nós não queremos depender dos favores dos ricos nem dos governos, e por isso a nossa modesta publicação desaparecerá amanhã como aparece hoje, se por ventura vier [a] faltar apoio moral e material das classes pobres, únicas que devem merecer a nossa defesa. E nós não consideramos somente classes pobres os trabalhadores rurais e urbanos, mas também os indivíduos que pertencem à miséria da gravata. O nosso combate principal será em prol do Jeca Tatu – o filho mais útil da “Mãe Pátria” e também o mais desprezado por essa senhora, que até parece madrasta de certos filhos.” | ” |

O Homem do Povo teve curta duração porque foi proibido por policiais depois de uma briga com estudantes de direito, em apenas oito edições o jornal satirizava a sociedade capitalista e burguesa no Brasil, trazia textos políticos e contou com a participação de Queiroz Lima e do crítico Astrojildo Pereira. Nessas 8 edições Pagu publicou tiras e ilustrou o jornal e publicou sua coluna “Mulher do Povo”.

## Iconografia
O Homem do Povo, através de sua iconografia com charges, fotografias e propagandas provocativas eram voltadas, primordialmente, a atingir a elite. O que demonstra qual era o público que queriam atingir (não era o “povo”, mas a nata social paulista). O jornal representava a luta pelos ideais que a sociedade daquela época carecia, principalmente a proletária. A vida do jornal por isso mesmo foi inevitavelmente atrapalhada pela elite.[carece de fontes?]
Desta forma, justificam-se as publicações do panfletário, (rebatido com críticas e, por fim, impedido de circular). Como bem afirmou Carvalho, “Uma das características apontadas por todos os que já estudaram esses panfletos e jornais é a violência da linguagem, o ataque pessoal, o argumento ad personam”.
Sua breve duração, no entanto, não impede que ele seja apropriado como um objeto para estudar as relações de Oswald de Andrade com as ideias políticas que circulavam no início da década de 1930,o jornal Homem do Povo, foi um periódico de publicidade do ideal socialista, a partir dos instrumentos metodológicos dos Estudos Culturais. A teoria de cultura de Williams, a dimensão de cultura que descreve os trabalhos e práticas de atividade intelectual, o “modo de luta” de Oswald de Andrade, a sua experiência de luta política, a sua forma de crítica social. O Povo, categoria de análise, é situado no repensar da teoria da cultura, de redefinir o status de arte e encontrar seu elo com a vida social ordinária. Para tanto, utilizaremos preferencialmente a obra Marxismo e Literatura, que imprime o método do Materialismo Cultural, contribuição para a teoria marxista da cultura e definido como uma teoria das especificidades da produção material e literária. 